# Чемпіонат України з настільного тенісу
Чемпіонати України з настільного тенісу відбуваються з 1992 року.
|                                                     | Одиночний розряд    | Одиночний розряд     | Парний розряд                          | Парний розряд                           | Змішаний розряд                       | Командний розряд                                                                       | Командний розряд                                                                                  |
| --------------------------------------------------- | ------------------- | -------------------- | -------------------------------------- | --------------------------------------- | ------------------------------------- | -------------------------------------------------------------------------------------- | ------------------------------------------------------------------------------------------------- |
| Чоловіки                                            | Жінки               | Чоловіки             | Жінки                                  |                                         | Чоловіки                              | Жінки                                                                                  |                                                                                                   |
| 1992 (місто)                                        | Олег Данченко       | Марина Кравченко     |                                        |                                         |                                       |                                                                                        |                                                                                                   |
| 1993 (місто)                                        | Сергій Соколовський | Марина Кравченко     |                                        |                                         |                                       |                                                                                        |                                                                                                   |
| 1994 (місто)                                        | Олег Данченко       |                      |                                        |                                         |                                       |                                                                                        |                                                                                                   |
| 1995 (місто)                                        | Олег Данченко       |                      |                                        |                                         |                                       |                                                                                        |                                                                                                   |
| 1996 Херсон                                         | Сергій Соколовський | Ганна Курсакова      | Сергій Соколовський Олександр Левадний | Ганна Курсакова Ольга Шаблиста          | Станіслав Горшков Тетяна Старкова     |                                                                                        |                                                                                                   |
| 1997 Ужгород                                        | Олександр Левадний  | Олена Ковтун         | Дмитро Прокопцов Костянтин Рибальченко | Валентина Чан Олена Швець               |                                       |                                                                                        |                                                                                                   |
| 1998 Ужгород                                        | Сергій Соколовський | Олена Брус           | Дмитро Прокопцов Костянтин Рибальченко | Олена Шаповалова Олена Брус             | Станіслав Горшков Юлія Синіцина       |                                                                                        |                                                                                                   |
| 1999 Львів                                          | Сергій Соколовський | Валерія Брехова      | Юрій Матвійчук Олексій Сарматов        | Олена Шаповалова Ольга Цимбалюк         | Олександр Тригуб Валерія Брехова      |                                                                                        |                                                                                                   |
| I літні Всеукраїнські спортивні ігри 1999 Донецьк   | Станіслав Горшков   | Олена Ковтун         | Олександр Левадний Олексій Сарматов    | Тетяна Ткачова Катерина Смирнова        | Дмитро Прокопцов Ліна Вайцман         | Київ Сергій Соколовський Сергій Нігерук Олександр Тригуб                               | Харківська область Олена Ковтун Тетяна Біленко Ольга Сорочинська Наталія Просвірніна              |
| 2000 Київ                                           | Сергій Соколовський | Яна Кокуніна         | Сергій Нігерук Сергій Соколовський     | Олена Брус Юлія Синіцина                | Євген Прищепа Інга Їжаківська         |                                                                                        |                                                                                                   |
| 2001 Київ                                           | Дмитро Прокопцов    | Тетяна Ткачова       | Станіслав Горшков Сергій Соколовський  | Наталія Венгер Анастасія Кольцова       | Костянтин Рибальченко Валерія Брехова |                                                                                        |                                                                                                   |
| 2002 Донецьк                                        | Іван Катков         | Тетяна Біленко       | Іван Катков Олексій Сарматов           | Олена Брус Тетяна Ткачова               | Олександр Левадний Тетяна Ткачова     |                                                                                        |                                                                                                   |
| II літні Всеукраїнські спортивні ігри 2003 Донецьк  | Олександр Дідух     | Тетяна Біленко       | Іван Катков Олексій Сарматов           | Тетяна Кузнєцова Анастасія Кольцова     | Олександр Тужилін Олена Шаповалова    |                                                                                        |                                                                                                   |
| 2004 Донецьк                                        | Іван Катков         | Тетяна Ткачова       | Євген Прищепа Ярослав Жмуденко         | Синіцина Юлія Маргарита Песоцька        | Калачевський Денис Олена Ковтун       |                                                                                        |                                                                                                   |
| 2005 Донецьк                                        | Олександр Дідух     | Тетяна Біленко       | Олександр Дідух Ярослав Жмуденко       | Олена Ковтун Анастасія Кольцова         | Олександр Дідух Тетяна Біленко        | Молодіжна збірна                                                                       | Харківська область                                                                                |
| 2006 Дніпро                                         | Олександр Дідух     | Тетяна Біленко       | Віктор Єфімов Євген Прищепа            | Тетяна Біленко Ганна Гапонова           | Маргарита Песоцька Євген Прищепа      | Сумська область                                                                        | Харківська область                                                                                |
| III літні Всеукраїнські спортивні ігри 2007 Донецьк | Євген Прищепа       | Маргарита Песоцька   |                                        |                                         |                                       | Львівська область Олександр Дідух Віктор Дідух Михайло Трунов Олег Фоменко             | Київ Маргарита Песоцька Євгенія Васильєва Валерія Брехова Валерія Степановська                    |
| 2008 Донецьк                                        | Лей Коу             | Наталія Алєксєєнко   | Лей Коу Ярослав Жмуденко               | Наталія Алєксєєнко Олена Ковтун         | Геннадій Закладний Поліна Тріфонова   | Донецька область Лей Коу Іван Катков Олег Філенко Георгій Тищенко                      | Донецька область Поліна Тріфонова Віра Лашко Марія Негуляєва                                      |
| 2009 Полтава                                        | Лей Коу             | Тетяна Біленко       | Віктор Дідух Олександр Дідух           | Євгенія Васильєва Валерія Степановська  | Олександр Дідух Тетяна Біленко        | Донецька область                                                                       | Харківська область Ганна Гапонова Ганна Храмцова Тетяна Ісаєва                                    |
| 2010 Донецьк                                        | Лей Коу             | Поліна Тріфонова     | Ярослав Жмуденко Віктор Дідух          | Ірина Моцик Наталія Алєксєєнко          | Ярослав Жмуденко Яна Жмуденко         | Львівська область Віктор Дідух Павло Бердник                                           | Харківська область Тетяна Біленко Ганна Гапонова Тетяна Татьяніна                                 |
| 2011 Донецьк                                        | Іван Катков         | Ірина Моцик          | Ярослав Жмуденко Євген Прищепа         | Ірина Моцик Поліна Тріфонова            | Євген Прищепа Поліна Тріфонова        | Донецька область Віталій Левшин Сергій Павлина Олег Філенко                            | Київ Анастасія Рибка Євгенія Васильєва Яна Кокуніна Катерина Башмакова                            |
| 2012 Донецьк                                        | Лей Коу             | Поліна Тріфонова     | Лей Коу Ярослав Жмуденко               | Поліна Тріфонова Євгенія Васильєва      | Олександр Дідух Тетяна Біленко        | Полтавська область Іван Катков Геннадій Закладний Олександр Ковальов                   | Харківська область Тетяна Біленко Ганна Гапонова Наталія Щекотіхіна                               |
| 2013 Донецьк                                        | Лей Коу             | Тетяна Біленко       | Лей Коу Ярослав Жмуденко               | Поліна Тріфонова Євгенія Васильєва      | Євген Прищепа Поліна Тріфонова        | Чернігівська область Олександр Дідух Олександр Бельський                               | Одеська область Наталія Алєксєєнко Ганна Фарландська                                              |
| 2014 Донецьк                                        | Лей Коу             | Тетяна Біленко       | Микита Рубан Дмитро Писар              | Тетяна Біленко Ганна Гапонова           | Олександр Дідух Тетяна Біленко        | Дніпропетровська область Микита Рубан Дмитро Писар Денис Калачевський                  | Харківська область Тетяна Біленко Ганна Гапонова                                                  |
| 2015 Жовква                                         | Лей Коу             | Маргарита Песоцька   | Олександр Дідух Євген Прищепа          | Ганна Фарладанська Валерія Степановська | Іван Катков Ганна Гапонова            | Київ Євген Прищепа Віктор Єфімов                                                       | Харківська область Тетяна Біленко Ганна Гапонова Тетяна Татьяніна                                 |
| 2016 Чернігів                                       | Лей Коу             | Євгенія Васильєва    | Євген Прищепа Дмитро Писар             | Зоя Новікова Євгенія Васильєва          | Євген Прищепа Євгенія Васильєва       | Київ Євген Прищепа                                                                     | Одеська область Наталія Алєксєєнко Ганна Фарладанська Анастасія Єфімова Діана Стигар              |
| 2017 Київ                                           | недограно           | Ірина Моцик          | Віктор Єфімов Лей Коу                  | Ганна Фарладанська Наталія Алєксєєнко   | Олександр Тужилін Ганна Фарладанська  | Львівська область Олександр Дідух Олександр Тимофєєв Ростистал Білий                   | Харківська область Тетяна Біленко Ганна Гапонова Ганна Храмцова Анастасія Панова                  |
| 2018 Чернігів                                       | Ярослав Жмуденко    | Маргарита Песоцька   | Віктор Єфімов Лей Коу                  | Вероніка Гуд Соломія Братейко           | Ярослав Жмуденко Соломія Братейко     | Київ Ярослав Жмуденко Євген Прищепа Дмитро Писар                                       | Харківська область Тетяна Біленко Ганна Гапонова Ганна Храмцова                                   |
| 2019 Чернігів                                       | Лей Коу             | Соломія Братейко     | Віктор Єфімов Євген Прищепа            | Тетяна Біленко Ганна Гапонова           | Євген Прищепа Тетяна Біленко          | Київ Ярослав Жмуденко Євген Прищепа Дмитро Писар Володимир Лушніков Богдан Сінькевич   | Київ Ганна Фарладанська Наталія Алєксєєнко Анастасія Димитренко Валерія Степановська Вероніка Гуд |
| 2020 Чернігів                                       | Ярослав Жмуденко    | Соломія Братейко     | Ярослав Жмуденко Євген Прищепа         | Соломія Братейко Вероніка Гуд           | Дмитро Писар Ганна Фарладанська       | Київ Ярослав Жмуденко Євген Прищепа Олександр Ткаченко Кирило Юрченко Богдан Сінькевич | Київ Ганна Фарладанська Анастасія Димитренко Євгенія Васильєва Аліна Видрученко Олена Пентюк      |
| 2021 Чернігів                                       | Євген Прищепа       | Соломія Братейко     | Ярослав Жмуденко Євген Прищепа         | Соломія Братейко Вероніка Гуд           | Віктор Єфімов Анастасія Димитренко    | Київ Ярослав Жмуденко Євген Прищепа Антон Лімонов Олексій Рибка Вадим Грибан           | Київ Маргарита Песоцька Ганна Фарладанська Анастасія Димитренко Вероніка Гуд Олена Пентюк         |
| 2023 Київ                                           | Віктор Єфімов       | Анастасія Димитренко | Микита Завада Назар Третяк             | Анастасія Димитренко Вероніка Гуд       | Андрій Гребенюк Анастасія Димитренко  | Київ Ярослав Жмуденко Антон Лімонов Олексій Рибка Євген Копоть Назарій Солодкий        | Київ Соломія Братейко Анастасія Димитренко Маргарита Песоцька Ганна Гапонова Тетяна Біленко       |
| 2024 Київ                                           | Микита Завада       | Соломія Братейко     | Микита Завада Назар Третяк             | Анастасія Димитренко Соломія Братейко   | Андрій Гребенюк Анастасія Димитренко  | Київ Ярослав Жмуденко Антон Лімонов Олексій Рибка Дмитро Яремчук Назар Петух           | Київ Соломія Братейко Анастасія Димитренко Маргарита Песоцька Іоланта Євтодій Олена Пентюк        |

## Найтитулованіші за всю історію
| Особа            | золоті |
| ---------------- | ------ |
| Тетяна Біленко   | 23     |
| Євген Прищепа    | 22     |
| Ярослав Жмуденко | 19     |
| Лей Коу          | 15     |
| Олександр Дідух  | 14     |
| Ганна Гапонова   | 12     |